# 小南薰礁

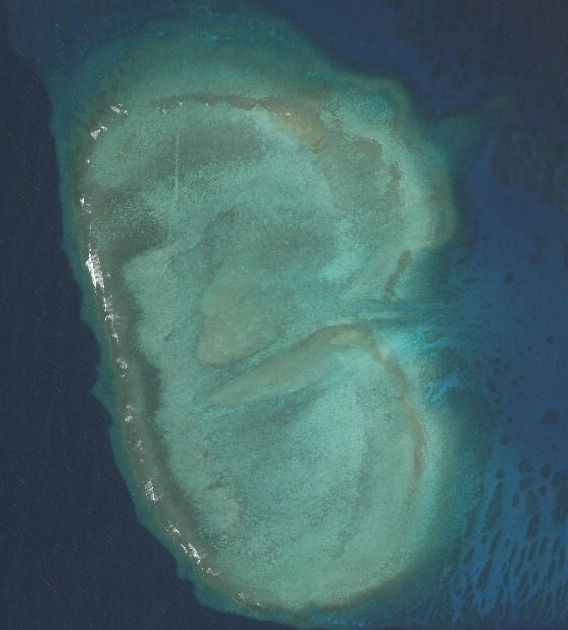
小南薰礁

小南薰礁 , 越南稱「乐礁」( 越南语：／ ) , 是南沙群岛郑和群礁的一个珊瑚礁。因为是南薰礁南部的小礁石，所以取名为小南薰礁。在郑和群礁西南端。无人的低潮出露性岛礁，在南薰礁东南3公里处。
小南薰礁都是越南、菲律宾、台湾和中国之间的争议焦点。
1992年7月6日，中国声称在小南薰礁建立主权标志，越南外交部于同年7月9日确认对小南薰礁拥有主权。然而，到目前为止，该地块上还没有任何人工建筑物或任何国家的海军定期驻扎。
这片珊瑚海滩的面积约为67公顷。